# Moreni (okręg Vaslui)
Moreni – wieś w Rumunii, w okręgu Vaslui, w gminie Deleni. W 2011 roku liczyła 36 mieszkańców.